# Forum Novum
Forum Novum (łac. Dioecesis Foronovanus, wł. Diocesi di Vescovio) – stolica historycznej diecezji w Italii erygowanej w I wieku, a skasowanej 18 września 1495.
Starożytne miasto Forum Novum, współcześnie miasto Torri in Sabina w prowincji Rieti we Włoszech. Obecnie katolickie biskupstwo tytularne ustanowione w 1968 przez papieża Pawła VI.

## Biskupi tytularni
| Lp. | Biskup                        | Funkcja                                | Od                  | Do              |
| --- | ----------------------------- | -------------------------------------- | ------------------- | --------------- |
| 1   | Cesar Antonio Mosquera Corral | emerytowany biskup Guayaquil (Ekwador) | 11 marca 1969       | 27 grudnia 1970 |
| 2   | Giuseppe Casoria              | urzędnik Kurii Rzymskiej               | 6 stycznia 1972     | 2 lutego 1983   |
| 3   | Donald William Montrose       | biskup pomocniczy Los Angeles (USA)    | 25 marca 1983       | 17 grudnia 1985 |
| 4   | Lucas Moreira Neves           | urzędnik Kurii Rzymskiej               | 3 stycznia 1987     | 9 lipca 1987    |
| 5   | Giovanni Battista Re          | urzędnik Kurii Rzymskiej               | 9 października 1987 | 21 lutego 2001  |
| 6   | Marcelo Sánchez Sorondo       | urzędnik Kurii Rzymskiej               | 23 lutego 2001      |                 |